# 007 ブラッドストーン
『007/ブラッドストーン』（ダブルオーセブン ブラッドストーン　Blood Stone）は、007を題材にしたゲーム作品。開発元は、Bizarre Creations、DemonWare、High Moon Studios (Windows版)n-Space (Nintendo DS版)。

## 概要
前作とは違い、主人公のジェームズ・ボンド（ダニエル・クレイグ）の視点となり自分で操作するのでなく、客観的な視点で主人公を操作するTPSゲーム。アクティビジョン発売の007ゲームでは初の独自脚本でのストーリー。

## ストーリー
イギリスの最高機密である生物兵器プロジェクトが敵の手中に落ちた。敵の裏をかき、任務を遂行できるのはたった一人。

## 舞台
- ギリシャ
- イスタンブール
- モナコ
- シベリア
- バンコク
- ミャンマー

## 登場人物
ジェームズ・ボンド
演 - ダニエル・クレイグ / 吹き替え - 小杉十郎太
イギリス情報局秘密情報部MI6（MilitaryIntelligence section 6）に所属するエージェント。任務遂行中は自分の一存で容疑者を殺めても不問にされる殺人許可証を持つ。コードネームは007。
ニコール・ハンター　
演 - ジョス・ストーン / 吹き替え - 高垣彩陽
ジュエリーデザイナーである彼女は、仕事柄、世界を飛びまわるため、MI6の協力者としてエージェントの手助けを行う。本作のボンドガール。声を担当するジョス・ストーンは、本作のテーマソングも歌っている。
M
演 - ジュディ・デンチ / 吹き替え - 此島愛子
MI6におけるボンドの上司。彼女の指令によってボンドは数々の任務へと赴く。Mはコードネームで、本名は不明。
ビル・タナー
演 - ロリー・キニア / 吹き替え - 大西健晴
Mの部下。Mとの連絡役、任務の説明や飛行機などの手配をつとめる。声だけの出演。

## 登場武器
- P99

ワルサー社のハンドガン。ジェームズの基本装備。ステージによってサイレンサーが付く。破棄することはできない。アイコンはPPKになっている。
- M9

ベレッタ社のハンドガン。今作に登場するのはそのアメリカ軍仕様。シングルでは特定のステージのみ使用可能。
- USP

H&K社のハンドガン。シングルでは特定のステージのみ使用可能。
- UMP

H&K社のサブマシンガン。登場頻度の高い銃。
- MP5

H&K社のサブマシンガン。USPとともに登場頻度の高い銃。
- MP7

H&K社のサブマシンガン。サイレンサー付きのため威力は低め。
- G36

H&K社のアサルトライフル。今作に登場するのはカービンモデルのG36C。本来ないはずの三点バースト仕様になっている。
- AK-74

イズマッシュ社のアサルトライフル。今作に登場するのは最新モデルのAK-74M。
- Combat A.R.

モデルはFN社のアサルトライフルSCAR-L。シングルでは後半に登場する。
- 12Gauge

モデルはレミントン社のショットガンM870のカスタム、サーブ スーパーショーティ。
- M3T

ベネリ社のショットガン。
- M1

ベネリ社のショットガン。
- M82

バレット社のアンチマテリアルライフル。マルチプレイにのみ登場する。一発で敵を倒すことができる。
- M24

レミントン社のスナイパーライフル。なぜかセミオート仕様になっている。
- DSR-1

AMPテクニカルサービス社（現在はDSRプレシジョン社）のスナイパーライフル。三点バースト仕様になっている。
- グレネードランチャー

モデルはソ連のGM-94。
- P210

シグ社のハンドガン。パッケージでジェームズが持っているエングレーブモデルの銃。ゲーム中には登場しない（パッケージの写真は『慰めの報酬』の撮影中のもののため）。